# Гардінг (Вісконсин)
Гардінг (англ. Harding) — місто (англ. town) в США, в окрузі Лінкольн штату Вісконсин. Населення — 364 особи (2020).

## Демографія
Згідно з переписом 2010 року, у місті мешкали 372 особи в 140 домогосподарствах у складі 114 родин. Було 275 помешкань
Расовий склад населення:
| - 97,0 % — білих - 2,4 % — азіатів - 0,3 % — корінних американців |

До двох чи більше рас належало 0,3 %. Частка іспаномовних становила 0,3 % від усіх жителів.
За віковим діапазоном населення розподілялося таким чином: 24,5 % — особи молодші 18 років, 65,0 % — особи у віці 18—64 років, 10,5 % — особи у віці 65 років та старші. Медіана віку мешканця становила 43,9 року. На 100 осіб жіночої статі у місті припадало 103,3 чоловіків;  на 100 жінок у віці від 18 років та старших — 106,6 чоловіків також старших 18 років.
Середній дохід на одне домашнє господарство  становив 93 984 долари США (медіана — 75 000), а середній дохід на одну сім'ю — 99 753 долари (медіана — 78 393). Медіана доходів становила 59 167 доларів для чоловіків та 32 292 долари для жінок. За межею бідності перебувало 3,9 % осіб, у тому числі 6,2 % дітей у віці до 18 років та 6,5 % осіб у віці 65 років та старших.
Цивільне працевлаштоване населення становило 230 осіб. Основні галузі зайнятості: виробництво — 26,1 %, освіта, охорона здоров'я та соціальна допомога — 18,7 %, сільське господарство, лісництво, риболовля — 10,4 %, фінанси, страхування та нерухомість — 7,8 %.